# Смош (село)
Смош (укр. Смош) — село в Прилукском районе Черниговской области Украины. Население — 321 человек. Занимает площадь 2,189 км².
Код КОАТУУ: 7424188501. Почтовый индекс: 17531. Телефонный код: +380 4637.

## География
Расстояние до районного центра:Прилуки : (16 км.), Расстояние до областного центра:Чернигов ( 127 км.), Расстояние до столицы:Киев ( 147 км. ), Ближайшие населенные пункты: Комуна 2км, Ряшки, Лесное, Высокое 3 км.

## Власть
Орган местного самоуправления — Смошский сельский совет. Почтовый адрес: 17531, Черниговская обл., Прилукский р-н, с. Смош, ул. Покровская, 32.